# Hořčice mi stoupá do nosu
Horčice mi stoupá do nosu (francouzsky: La moutarde me monte au nez) je francouzská filmová komedie z roku 1974 režiséra Claude Zidiho s Pierrem Richardem a Jane Birkinovou v hlavní roli.
Jde o bláznivou situační komedii o tom, kterak se středoškolský učitel na dívčím gymnáziu a zároveň i syn místního lékaře a starosty shodou náhod zamiluje do filmové hvězdy, která nedaleko od jeho bydliště a pracoviště právě natáčí nový western.

## Tvůrčí tým
- režie: Claude Zidi
- scénář: Claude Zidi, Michel Fabre, Pierre Richard
- kamera: Henri Decae
- hudba: Vladimir Cosma
- kostýmy: Magali Fustier-Dray
- střih: Monique Isnardon, Robert Isnardon
- zvuk: Bernard Aubouy
- produkce: Christian Fechner
- výprava: Michel de Broin

## Osoby a obsazení
| Pierre Richard       | učitel matematiky Pierre Durois              |
| Jane Birkinová       | filmová herečka Jackie Loganová              |
| Claude Piéplu        | lékař a starosta Hubert Durois, Pierrův otec |
| Jean Martin          | ředitel gymnázia, Pierrův nadřízený          |
| Danielle Minazzoli   | učitelka tělocviku Danielle                  |
| Vittorio Caprioli    | režisér                                      |
| Julien Guiomar       | Albert Renaudin                              |
| Henri Guybet         | Patrick, Renaudinův synovec                  |
| Jean-Marie Proslier  | řidič růžového auta                          |
| Clément Harari       | Harry Welsinger                              |
| Bruno Balp           | Grégoire                                     |
| Isabelle Ceaux       | Nenette                                      |
| Anna Gaylor          | studentka gymnázia                           |
| Isabelle Gautier     | studentka gymnázia                           |
| Catherine De Keuchel | studentka gymnázia                           |